# Telscombe
Telscombe is een civil parish in het bestuurlijke gebied Lewes, in het Engelse graafschap East Sussex met 7477 inwoners.

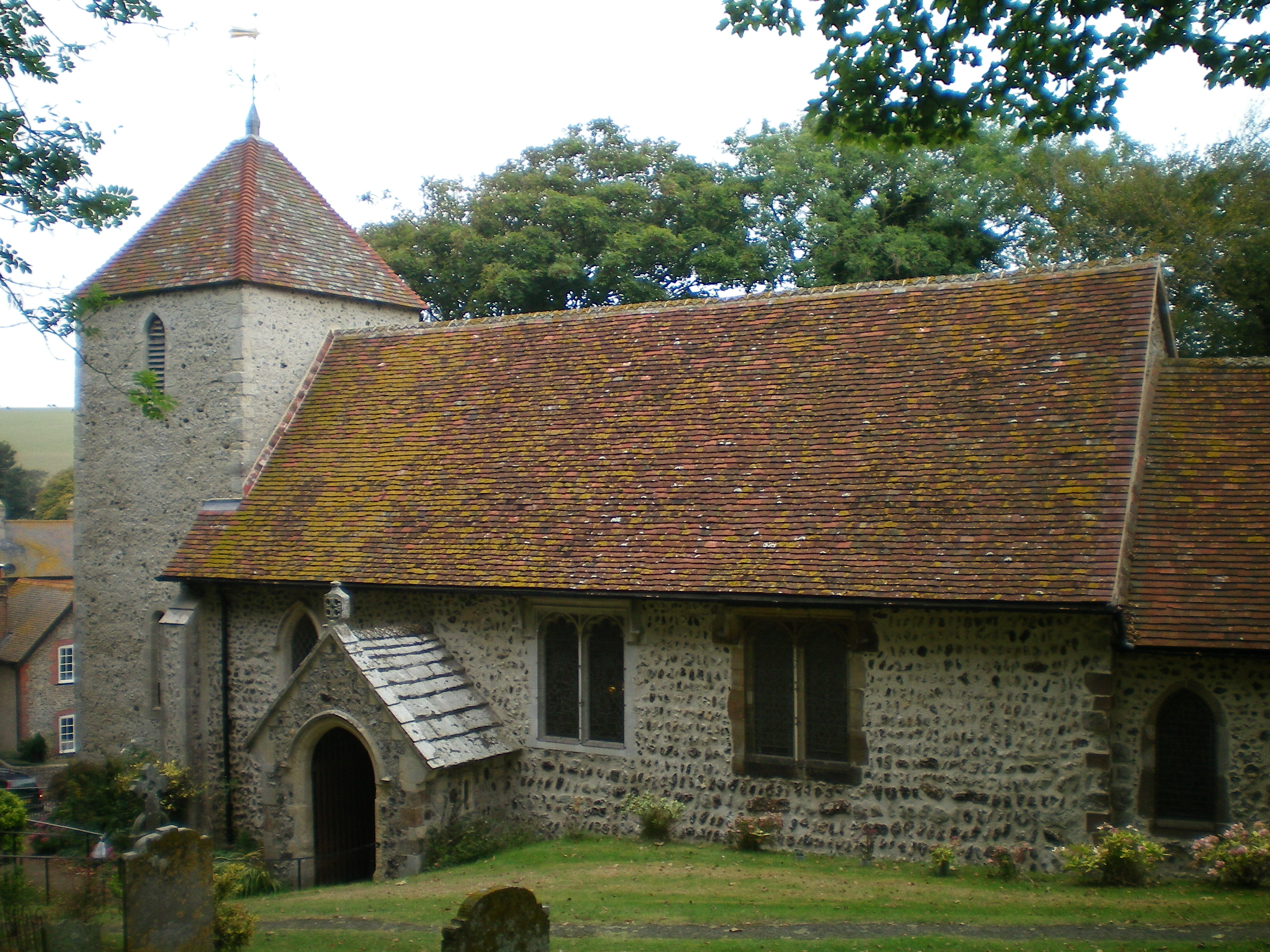
Kerk van Telscombe